# Tajna organizacija hrvatske inteligencije
Tajna organizacija hrvatske inteligencije (kratica: TIHO) je bila, kao što joj ime kaže, organizacija pripadnika hrvatske inteligencije koja je djelovala u tajnosti. 
Bila je počela djelovati 1957. godine. Propise o ustroju još nije bila imala, nego je imala samo organizacijski program, koji je određivao da je cilj TIHE demokratska Slobodna država Hrvatska koja bi imala višestranačkim političkim sustavom, a kojoj bi teritorij bio cijeli hrvatski, povijesni i narodni prostoru. 
Članovi su joj bili imotski gimnazijalci iz Hrvatske i zapadne Hercegovine: Mate Babić (Runovići), Andrija Biočić (Runovići), Bruno Bušić (Vinjani Donji), Ivan Gabelica (Podbablje) i Ivan Šteko stariji iz Hrvatske, a iz zapadne Hercegovine Florijan Galić (Gorica), Kruno Galić (Gorica) i Miro Grizelj. Članom je još trebao postati Ivan Milas zvani Žan. 
Zbog članstva u njoj je Ivan Gabelica 13. studenoga 1957. trajno isključen iz svih srednjih škola, pri čemu je izgubio pravo polagati privatni ispit. Svi članovi su bili otkriveni osim Ivana Šteke starijeg, člana koji je uspio ostati neotkrivenim, a koji je primljen u TIHU nešto prije nego što su uhitili članove.
TIHI je glavna djelatnost bila obilježavanje 16. obljetnice osnutka NDH. Obljetnicu je članstvo obilježilo tako da su izostali iz škole 10. travnja 1957. te se sastali u "Borku". Osim te djelatnosti, između sebe su širili knjige koje su bile teško dostupne ili koje su bilie zabranjene. Pored svega toga, kao treću skupinu djelatnosti kojom su se bavili je što su u školi poticali rasprave o različitosti hrvatskoga jezika od srpskoga te da je hrvatska književnost umjetnički vrednija od srpske, boreći se na taj način protiv hrvatskog jezičnog unitarizma i jezičnog zatiranja hrvatstva.

## Vanjske poveznice
- Stranka hrvatskog prava Anđelko Mijatović: Ante Bruno Bušić - Život posvećen borbi za Hrvatsku
- Građanska inicijativa Moj grad Sisak Radoslav Marić: Nastanak organizacije "TIHO" 1957. godine: svjedočenje utemeljitelja